# Gare de Versailles-Château-Rive-Gauche
Pour les articles homonymes, voir Gare de Versailles.
La gare de Versailles-Château-Rive-Gauche (anciennement nommée Versailles-Rive-Gauche - Château de Versailles jusqu'en février 2012), est une gare ferroviaire française située dans la commune de Versailles, dans le département des Yvelines en région Île-de-France. Elle est l'un des terminus de la ligne C du RER.
Le mot « Château » vient de sa proximité avec le château de Versailles ; les termes « Rive-Gauche » s'expliquent par le fait qu'elle est située sur une ligne établie, au départ de Paris, sur la rive gauche de la Seine.

## Situation ferroviaire
Établie à 130 mètres d'altitude, la gare, terminus en impasse, de Versailles-Château-Rive-Gauche est située au point kilométrique (PK) 17,626 de la ligne des Invalides à Versailles-Rive-Gauche, après la gare de Porchefontaine.
Cette gare comporte trois quais (deux quais centraux et un quai extérieur) pour cinq voies en impasse (plus une voie de service).

## Histoire

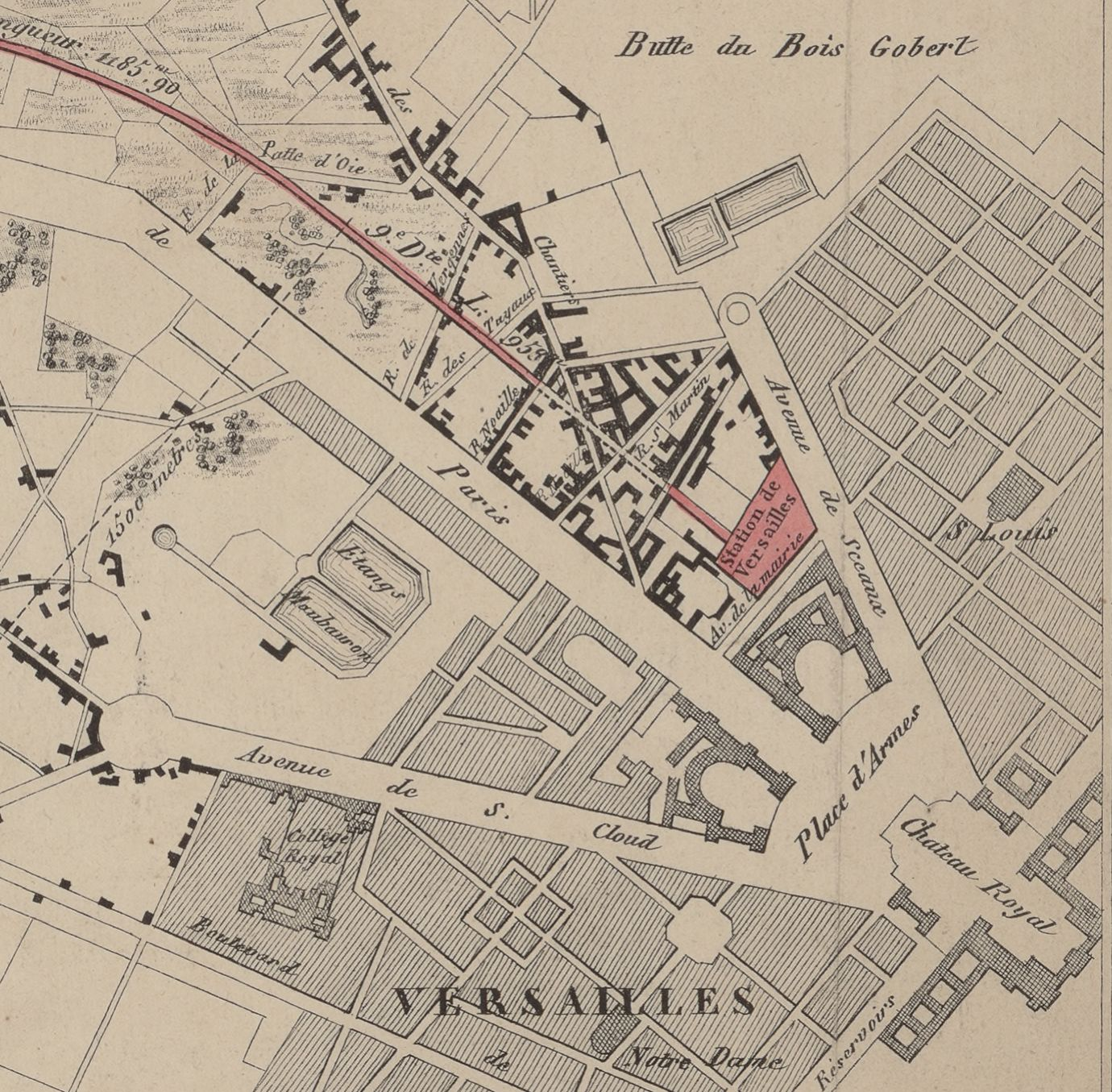
Plan de situation de la gare (1838).

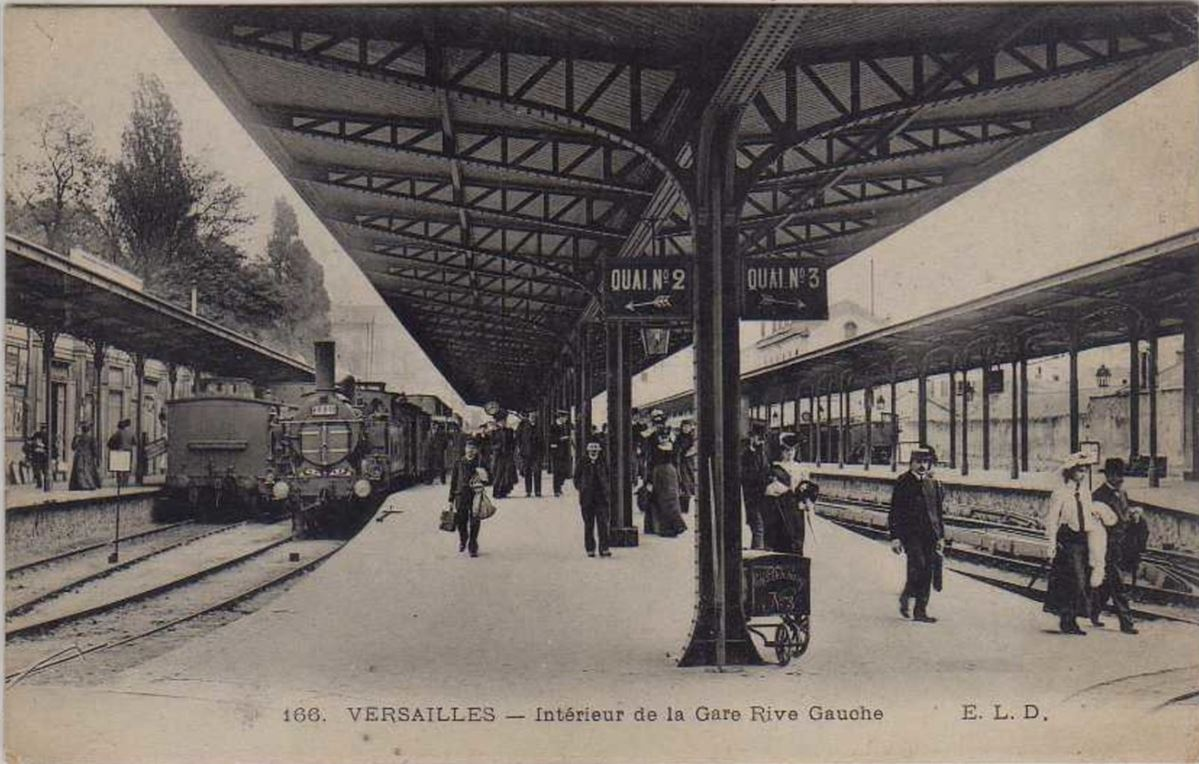
Les quais de la gare au début du XXe siècle.

L'ouverture de la gare de Versailles-Rive-Gauche, dans le quartier Saint-Louis, a lieu le 10 septembre 1840 lors de l'inauguration de la ligne de Paris à Versailles par la rive gauche de la Seine. Son origine étant l'embarcadère du Maine (gare primitive de la gare de Paris-Montparnasse). Le projet est financé par Achille Fould. Camille Polonceau est chargé de son exploitation.
Elle est reconstruite au moment où la ville accueille le gouvernement et la Chambre des députés, de 1871 à 1879.
En février 2012, le STIF, la SNCF ainsi que la municipalité de Versailles décident de modifier le nom de la gare, afin de faciliter l'orientation des touristes. Des travaux de rénovation des verrières, en mauvais état, sont par ailleurs engagés, pour un coût de 500 000 euros. C'est la gare la plus proche du château de Versailles (environ 500 m jusqu'à la grille d'entrée du château, par l'avenue de Sceaux). Afin de faciliter l'accès du site à ses nombreux visiteurs, l'ancien nom de la gare comportait néanmoins la mention Château de Versailles. Son nom nouveau comporte désormais la mention historique Rive-Gauche en sous-titre.

## Fréquentation
De 2015 à 2022, selon les estimations de la SNCF, la fréquentation annuelle de la gare s'élève aux nombres indiqués dans le tableau ci-dessous.
| Année     | 2015      | 2016      | 2017      | 2018      | 2019      | 2020      | 2021      | 2022      | 2023      |
| --------- | --------- | --------- | --------- | --------- | --------- | --------- | --------- | --------- | --------- |
| Voyageurs | 8 748 796 | 8 367 046 | 8 009 738 | 7 520 468 | 7 015 859 | 2 886 249 | 3 310 046 | 5 795 124 | 6 166 920 |

## Service des voyageurs

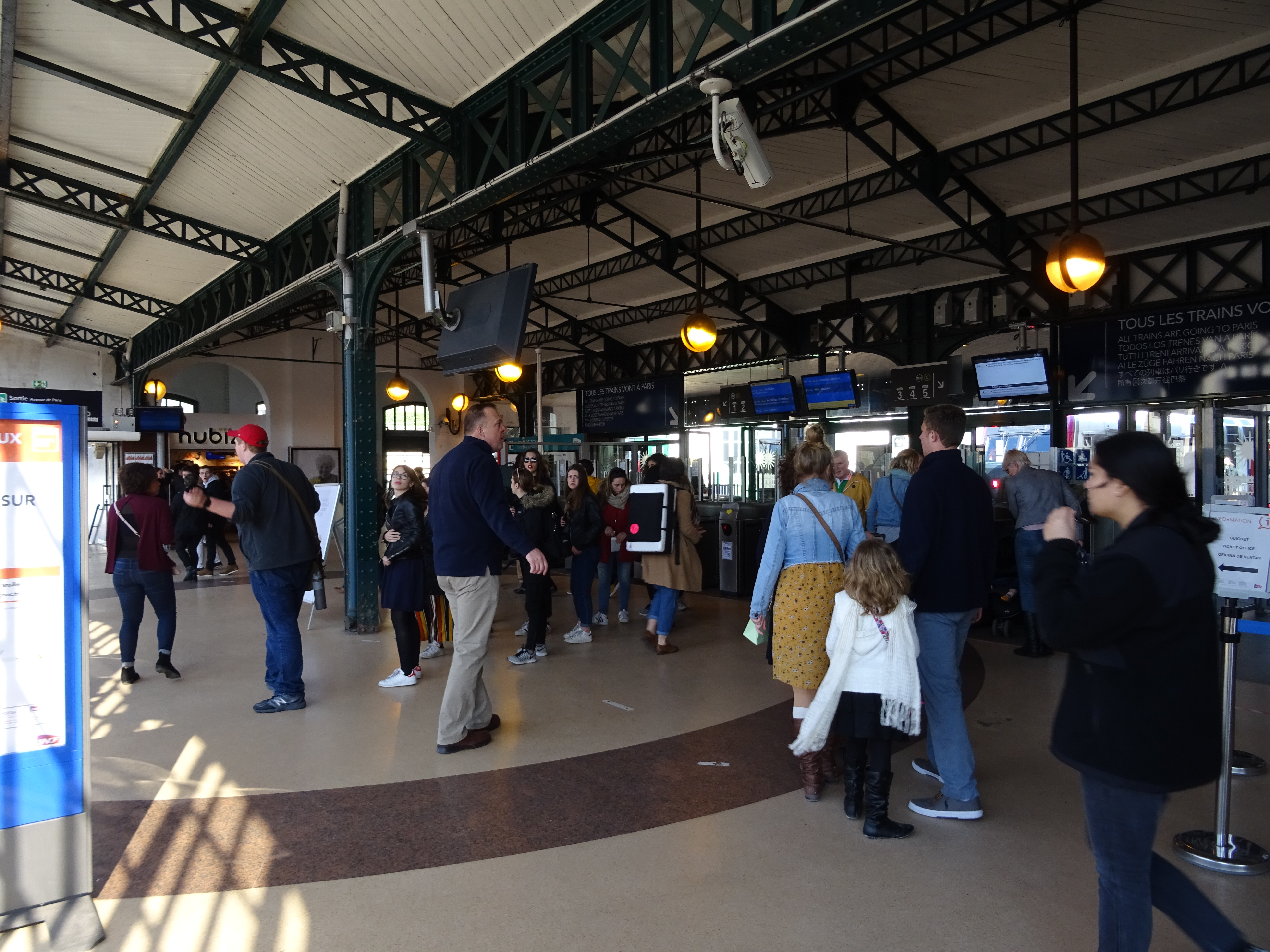
Le hall de la gare.

### Accueil
Gare SNCF, elle dispose d'un bâtiment voyageurs avec des guichets ouverts tous les jours. Elle est équipée d'automates Transilien et grandes lignes. Des aménagements, équipements et services sont à la disposition des personnes à mobilité réduite. Un magasin de presse Relay et une croissanterie sont présents, ainsi que des distributeurs de boissons fraîches et chaudes et de friandises, une cabine de photographie automatique, une photocopieuse et une cabine téléphonique.

### Desserte
Versailles-Château-Rive-Gauche constitue un des terminus de la ligne C du RER d'Île-de-France. Elle est la gare d'origine des missions JILL et JUJU et la gare terminus de la mission VACK.

### Intermodalité
La gare est desservie par : 
- les lignes 6201, 6202, 6203, 6210, 6211, 6213, 6240 et 6287 du réseau de bus du Grand Versailles ;
- la ligne 5146 du réseau de bus Île-de-France Ouest ;
- les lignes 5102, 5134, 5140 et 5141 du réseau de bus de Saint-Quentin-en-Yvelines ;
- la ligne 1 du réseau de bus de Saint-Germain Boucles de Seine ;
- les lignes 6122,  6161, 6162, 6163, 6173, 6182 et 6185 du réseau de bus de Vélizy Vallées ;
- la nuit, par les lignes N160 et N161 du réseau Noctilien.

La gare dispose d'un espace Véligo.

Façade rénovée
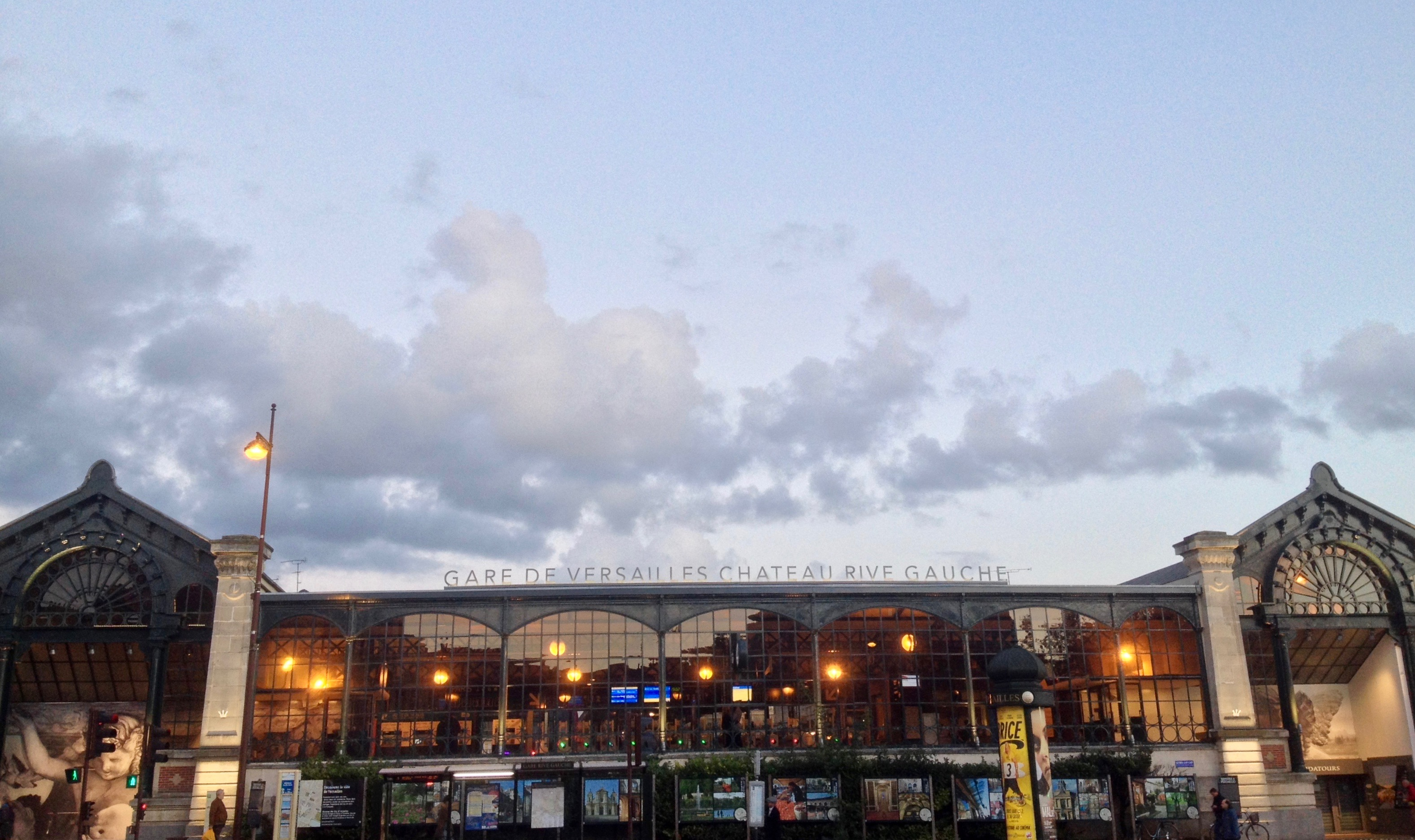
Façade rénovée avec le terme Versailles Château Rive Gauche.
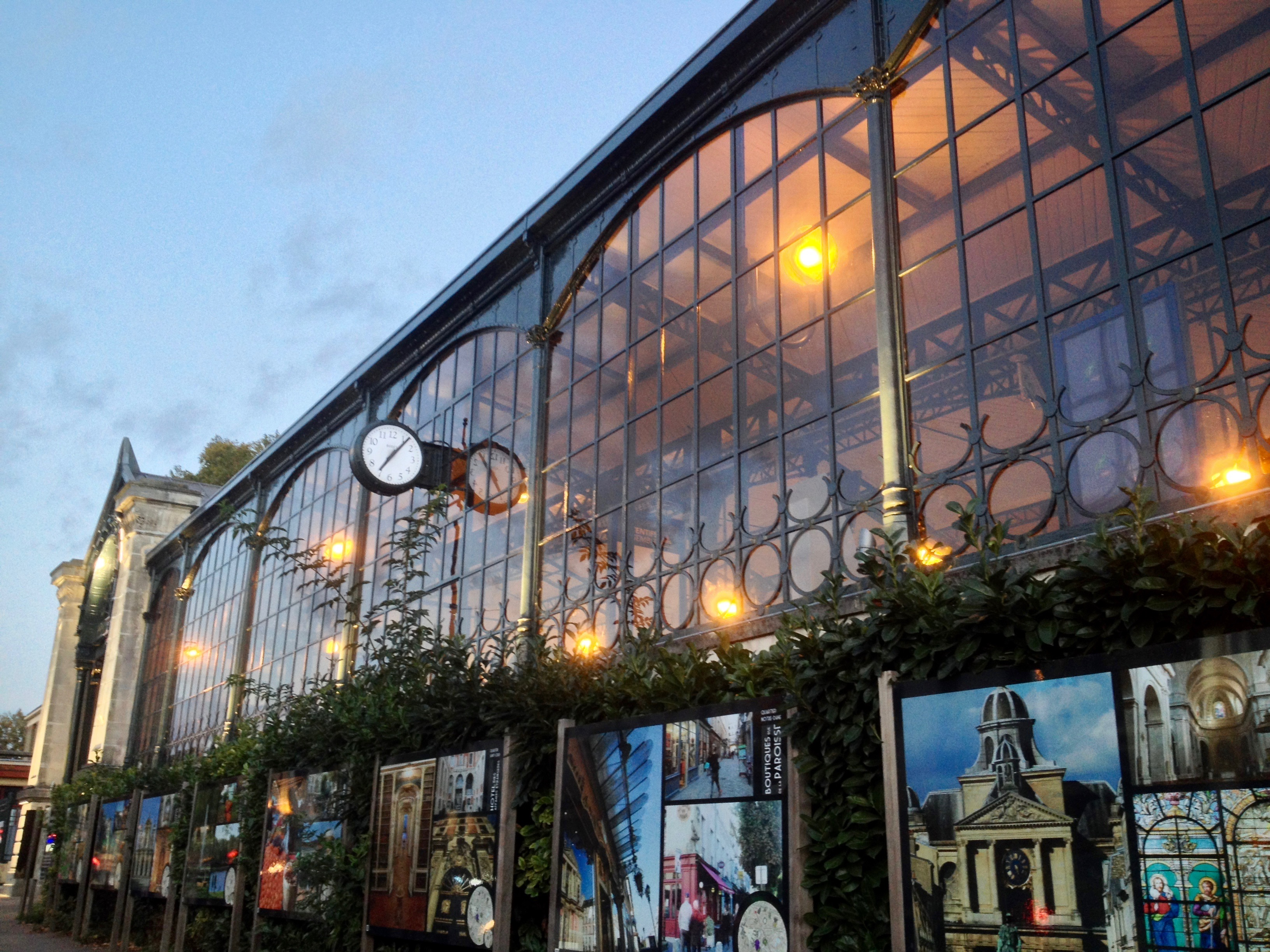
Verrière rénovée.
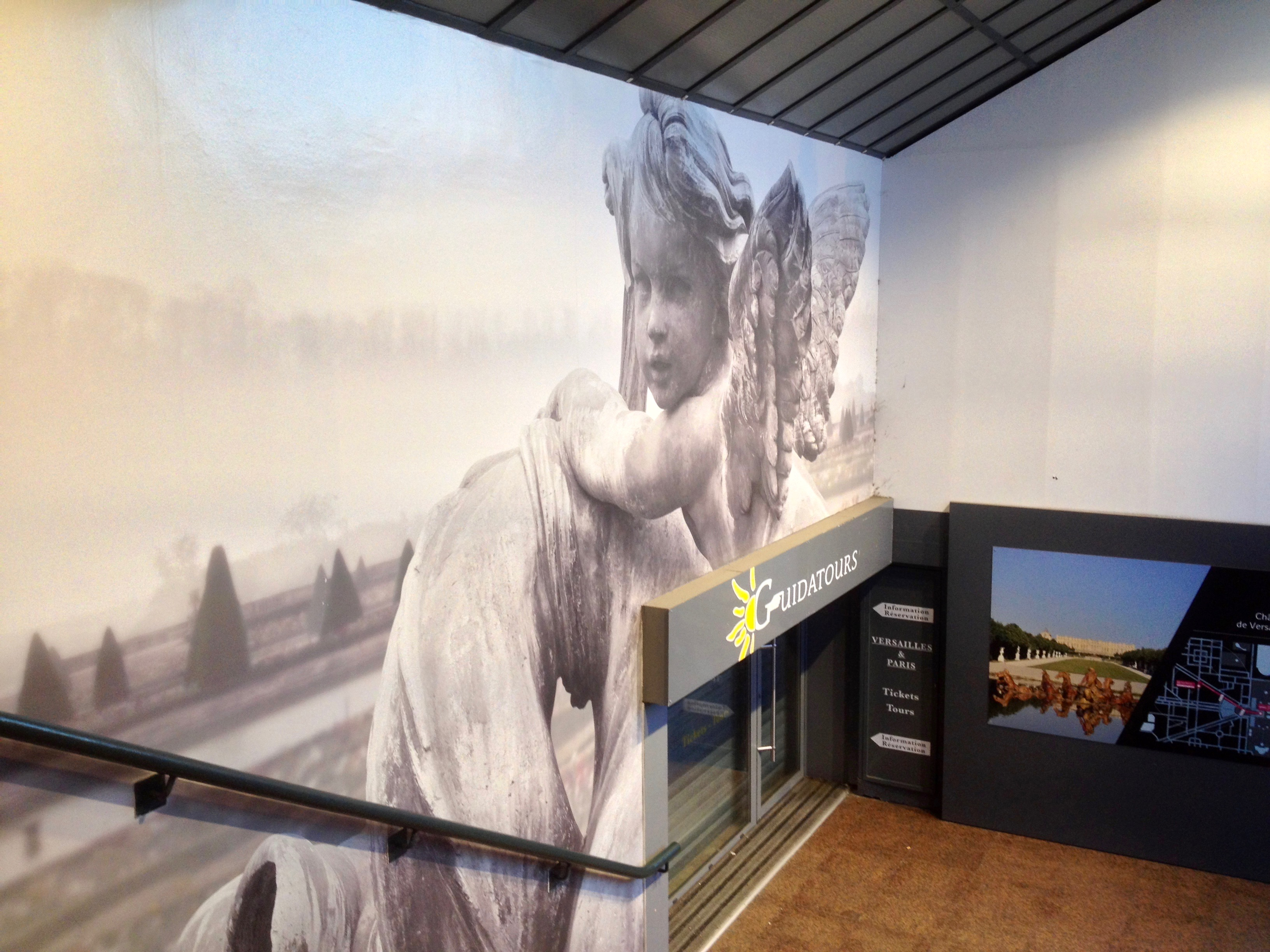
Un des décors à l'entrée de la gare, par Didier Saulnier et Sébastien Looren, 2015.

## Projet de ligne de transport en site propre
En 2007, il a été projeté de réaliser une ligne de transport en site propre, principalement, afin de relier Pont Colbert à l'hôpital André-Mignot au Chesnay-Rocquencourt, desservant les trois gares SNCF de Versailles. En l'absence de financement, aucune date de mise en service n'est escomptée.
Ce projet a été officiellement abandonné lors de l'adoption le 18 décembre 2015 du Schéma de Déplacement des Yvelines 2020, « en raison d'un fort impact socio-économique ou environnemental, de difficultés à en faire accepter le tracé par la population ou du fait d’un coût prohibitif, même s'il répond à un réel besoin de mobilités ». Le tracé de la ligne est repris par les lignes 1, 2, 5 et 22 du réseau de bus du Grand Versailles, et est en site propre entre l'arrêt Europe et la gare de Versailles-Château-Rive-Gauche.

## Galerie de photographies

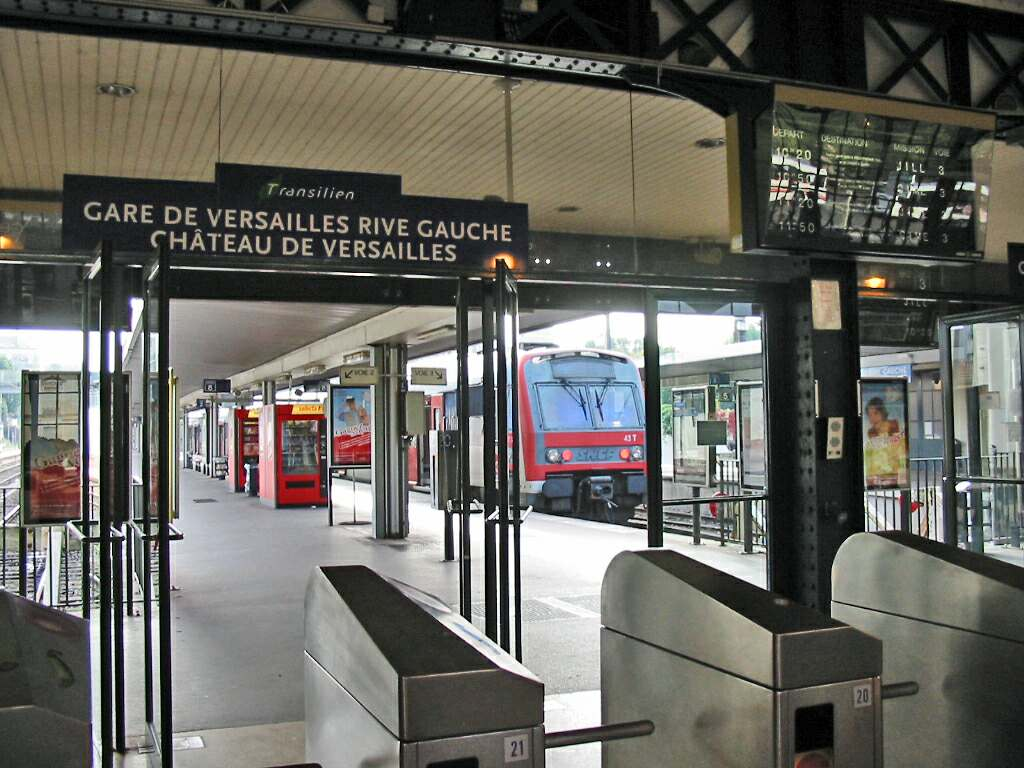
Les quais (avant le changement de nom).
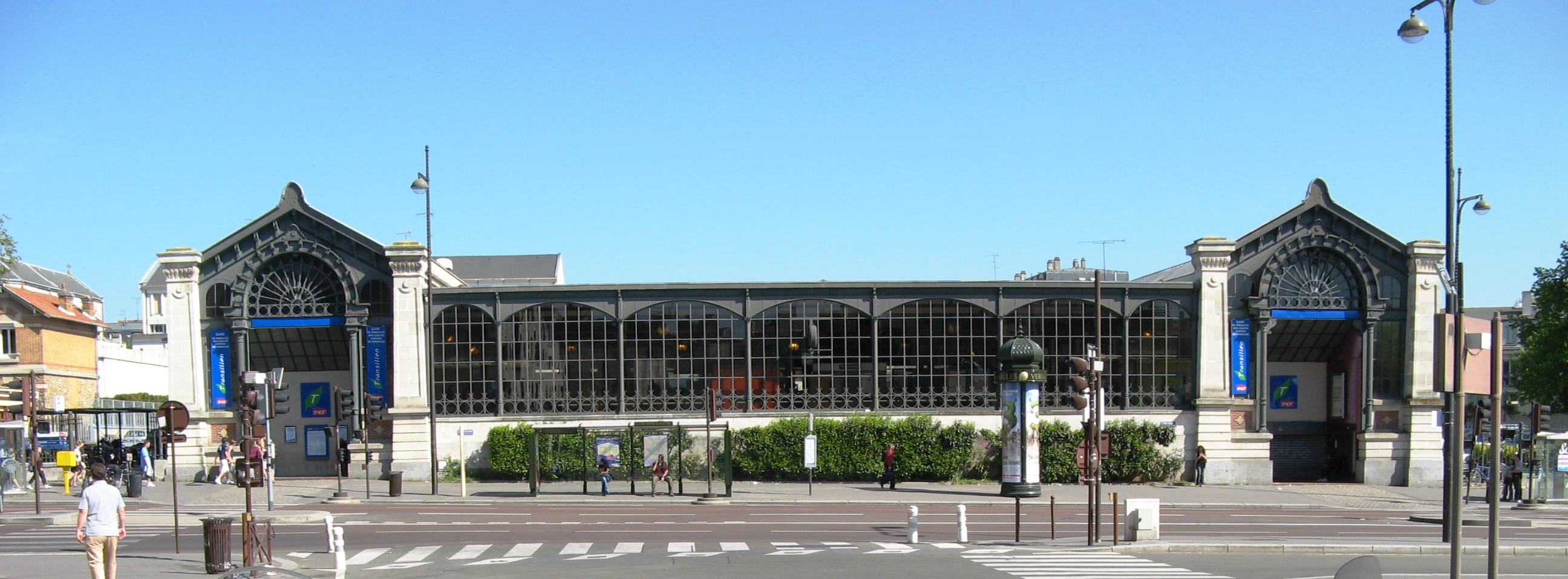
La façade.
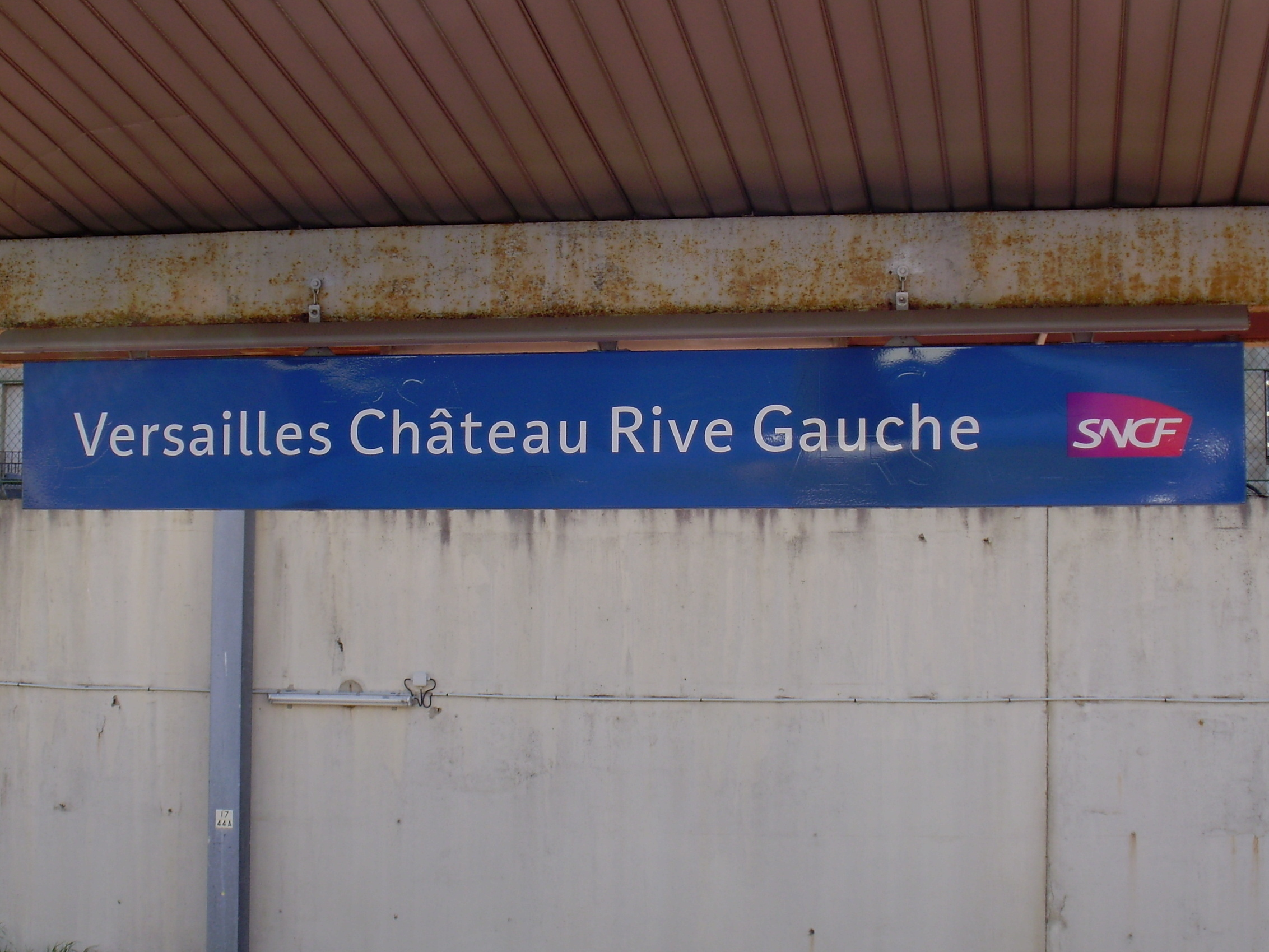
Panneau sur un quai (après le changement de nom).
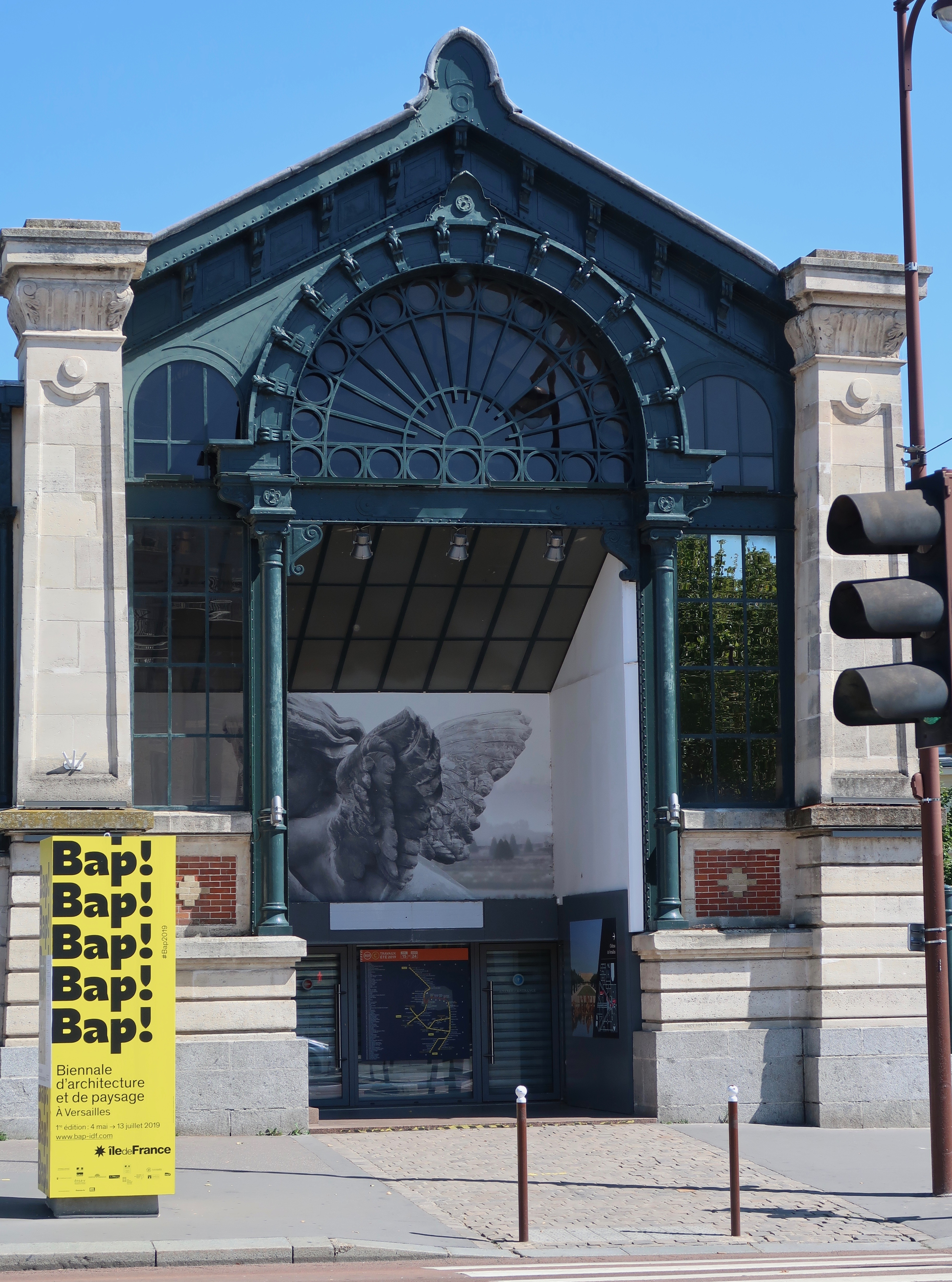
Pavillon droit.